# Khudumelapye
Khudumelapye è un villaggio del Botswana situato nel distretto di Kweneng, sottodistretto di Kweneng West. Il villaggio, secondo il censimento del 2011, conta 2.080 abitanti.

## Località
Nel territorio del villaggio sono presenti le seguenti 62 località:
- Bagwasi/Sekgweng di 4 abitanti,
- Dipageng di 20 abitanti,
- Diralatsamanong di 10 abitanti,
- Ditshotlego di 34 abitanti,
- Ditswaaladi,
- Godi/Xhanagadi di 9 abitanti,
- hinyedi/Sobela di 11 abitanti,
- Kaoma di 8 abitanti,
- Kgamakwe di 9 abitanti,
- Kgobe di 5 abitanti,
- Kgokolo,
- Kgwathe di 10 abitanti,
- Khokhole di 44 abitanti,
- Kidinyane,
- Kolojane di 85 abitanti,
- Kosie di 39 abitanti,
- L A 1 di 4 abitanti,
- L.A. 3 di 9 abitanti,
- Lerulakane di 15 abitanti,
- Letsididi di 18 abitanti,
- Lomatswe di 9 abitanti,
- Madubatshe di 107 abitanti,
- Magogwane di 8 abitanti,
- Malatlhatshipi di 4 abitanti,
- Malatswane di 30 abitanti,
- Marapo-a-Tau di 7 abitanti,
- Maswaswe di 16 abitanti,
- Mathathe di 63 abitanti,
- Matshabane di 2 abitanti,
- Mereatswe di 20 abitanti,
- Metsimahibidu di 2 abitanti,
- Mohikakika/Relela,
- Mokalane di 4 abitanti,
- Mokgalwane di 26 abitanti,
- Mokhutlheng,
- Mokoduwa di 4 abitanti,
- Molengwana 1,
- Molengwana 2 di 26 abitanti,
- Morabeng di 17 abitanti,
- Namolehele,
- Ngage di 61 abitanti,
- Ngokotela/Wakateng,
- Nkgotlwane di 11 abitanti,
- Oduodu/L.A.4 di 13 abitanti,
- Paje di 11 abitanti,
- Palamaokue di 13 abitanti,
- Pelo,
- Pelotshetlha di 5 abitanti,
- Phalanyane,
- Phalanyane Lands di 17 abitanti,
- Rabotase di 12 abitanti,
- Rasethotho,
- Sebabeng di 3 abitanti,
- Sehirwe di 5 abitanti,
- Sejweng 2 di 92 abitanti,
- Sentlhagasamanong di 35 abitanti,
- Seroka di 15 abitanti,
- Tachane di 95 abitanti,
- Tshamatsho,
- Tshasane,
- Tshwantswe,
- Tsietona di 2 abitanti